# Maaouia
Maaouia (în arabă معاوية) este o comună din provincia Sétif, Algeria.
Populația comunei este de 7.005 locuitori (2008).